# Formel 1-VM 1981
Formel 1-VM 1981 hade 15 deltävlingar som kördes under perioden 15 mars-17 oktober. Förarmästerskapet vanns av brasilianen Nelson Piquet och konstruktörsmästerskapet av Williams-Ford.

## Vinnare
- Förare:  Nelson Piquet, Brasilien, Brabham-Ford
- Konstruktör:  Williams-Ford, Storbritannien

## Grand Prix 1981
| Grand Prix                 | Datum        | Bana           | Vinnande förare   | Vinnande tillverkare |   |
| -------------------------- | ------------ | -------------- | ----------------- | -------------------- | - |
| USA:s Grand Prix West      | 15 mars      | Long Beach     | Alan Jones        | Williams-Ford        | * |
| Brasiliens Grand Prix      | 29 mars      | Jacarepagua    | Carlos Reutemann  | Williams-Ford        | * |
| Argentinas Grand Prix      | 12 april     | Buenos Aires   | Nelson Piquet     | Brabham-Ford         | * |
| San Marinos Grand Prix     | 3 maj        | Imola          | Nelson Piquet     | Brabham-Ford         | * |
| Belgiens Grand Prix        | 17 maj       | Zolder         | Carlos Reutemann  | Williams-Ford        | * |
| Monacos Grand Prix         | 31 maj       | Monte Carlo    | Gilles Villeneuve | Ferrari              | * |
| Spaniens Grand Prix        | 21 juni      | Jarama         | Gilles Villeneuve | Ferrari              | * |
| Frankrikes Grand Prix      | 5 juli       | Dijon-Prenois  | Alain Prost       | Renault              | * |
| Storbritanniens Grand Prix | 18 juli      | Silverstone    | John Watson       | McLaren-Ford         | * |
| Tysklands Grand Prix       | 2 augusti    | Hockenheimring | Nelson Piquet     | Brabham-Ford         | * |
| Österrikes Grand Prix      | 16 augusti   | Österreichring | Jacques Laffite   | Ligier-Matra         | * |
| Nederländernas Grand Prix  | 30 augusti   | Zandvoort      | Alain Prost       | Renault              | * |
| Italiens Grand Prix        | 13 september | Monza          | Alain Prost       | Renault              | * |
| Kanadas Grand Prix         | 27 september | Montréal       | Jacques Laffite   | Ligier-Matra         | * |
| Caesars Palace Grand Prix  | 17 oktober   | Caesars Palace | Alan Jones        | Williams-Ford        | * |

## Grand Prix utanför VM 1981
| Grand Prix /Race      | Datum      | Bana    | Vinnande förare  | Vinnande tillverkare |
| --------------------- | ---------- | ------- | ---------------- | -------------------- |
| Sydafrikas Grand Prix | 7 februari | Kyalami | Carlos Reutemann | Williams-Ford        |

## Stall, nummer och förare 1981
| Stall/Tillverkare                    | Nummer | Förare                           |
| ------------------------------------ | ------ | -------------------------------- |
| Alfa Romeo                           | 22     | Mario Andretti, USA              |
| Alfa Romeo                           | 23     | Bruno Giacomelli, Italien        |
| Arrows-Ford                          | 29     | Riccardo Patrese, Italien        |
| Arrows-Ford                          | 30     | Siegfried Stohr, Italien         |
| Arrows-Ford                          | 30     | Jacques Villeneuve Sr, Kanada    |
| ATS-Ford                             | 9      | Jan Lammers, Nederländerna       |
| ATS-Ford                             | 9, 10  | Slim Borgudd, Sverige            |
| Brabham (Brabham-Ford & Brabham-BMW) | 5      | Nelson Piquet, Brasilien         |
| Brabham (Brabham-Ford & Brabham-BMW) | 6      | Hector Rebaque, Mexiko           |
| Emilio de Villota (Williams-Ford)    | 37     | Emilio de Villota, Spanien       |
| Ensign-Ford                          | 14     | Marc Surer, Schweiz              |
| Ensign-Ford                          | 14     | Ricardo Londono, Colombia        |
| Ensign-Ford                          | 14     | Eliseo Salazar, Chile            |
| Ferrari                              | 27     | Gilles Villeneuve, Kanada        |
| Ferrari                              | 28     | Didier Pironi, Frankrike         |
| Fittipaldi-Ford                      | 20     | Keke Rosberg, Finland            |
| Fittipaldi-Ford                      | 21     | Chico Serra, Brasilien           |
| Ligier-Matra                         | 25     | Jean-Pierre Jarier, Frankrike    |
| Ligier-Matra                         | 25     | Jean-Pierre Jabouille, Frankrike |
| Ligier-Matra                         | 25     | Patrick Tambay, Frankrike        |
| Ligier-Matra                         | 26     | Jacques Laffite, Frankrike       |
| Lotus-Ford                           | 11     | Elio de Angelis, Italien         |
| Lotus-Ford                           | 12     | Nigel Mansell, Storbritannien    |
| March-Ford                           | 17, 18 | Derek Daly, Storbritannien       |
| March-Ford                           | 17, 18 | Eliseo Salazar, Chile            |
| McLaren-Ford                         | 7      | John Watson, Storbritannien      |
| McLaren-Ford                         | 8      | Andrea de Cesaris, Italien       |
| Osella-Ford                          | 31     | Miguel Ángel Guerra, Argentina   |
| Osella-Ford                          | 31, 32 | Piercarlo Ghinzani, Italien      |
| Osella-Ford                          | 31, 32 | Beppe Gabbiani, Italien          |
| Osella-Ford                          | 32     | Giorgio Francia, Italien         |
| Osella-Ford                          | 32     | Jean-Pierre Jarier, Frankrike    |
| Renault                              | 15     | Alain Prost, Frankrike           |
| Renault                              | 16     | René Arnoux, Frankrike           |
| Theodore-Ford                        | 33     | Patrick Tambay, Frankrike        |
| Theodore-Ford                        | 33     | Marc Surer, Schweiz              |
| Toleman-Hart                         | 35     | Brian Henton, Storbritannien     |
| Toleman-Hart                         | 36     | Derek Warwick, Storbritannien    |
| Tyrrell-Ford                         | 3      | Eddie Cheever, USA               |
| Tyrrell-Ford                         | 4      | Kevin Cogan, USA                 |
| Tyrrell-Ford                         | 4      | Ricardo Zunino, Argentina        |
| Tyrrell-Ford                         | 4      | Michele Alboreto, Italien        |
| Williams-Ford                        | 1      | Alan Jones, Australien           |
| Williams-Ford                        | 2      | Carlos Reutemann, Argentina      |

## Slutställning förare 1981
| Placering | Förare            | Konstruktör   | Poäng |
| --------- | ----------------- | ------------- | ----- |
| 1         | Nelson Piquet     | Brabham-Ford  | 50    |
| 2         | Carlos Reutemann  | Williams-Ford | 49    |
| 3         | Alan Jones        | Williams-Ford | 46    |
| 4         | Jacques Laffite   | Ligier-Matra  | 44    |
| 5         | Alain Prost       | Renault       | 43    |
| 6         | John Watson       | McLaren-Ford  | 27    |
| 7         | Gilles Villeneuve | Ferrari       | 25    |
| 8         | Elio de Angelis   | Lotus-Ford    | 14    |
| 9         | René Arnoux       | Renault       | 11    |
| 10        | Hector Rebaque    | Brabham-Ford  | 11    |
| 11        | Riccardo Patrese  | Arrows-Ford   | 10    |
| 12        | Eddie Cheever     | Tyrrell-Ford  | 10    |
| 13        | Didier Pironi     | Ferrari       | 9     |
| 14        | Nigel Mansell     | Lotus-Ford    | 8     |
| 15        | Bruno Giacomelli  | Alfa Romeo    | 7     |
| 16        | Marc Surer        | Ensign-Ford   | 4     |
| 17        | Mario Andretti    | Alfa Romeo    | 3     |
| 18        | Andrea de Cesaris | McLaren-Ford  | 1     |
| 19        | Patrick Tambay    | Theodore-Ford | 1     |
| 20        | Slim Borgudd      | ATS-Ford      | 1     |
| 21        | Eliseo Salazar    | Ensign-Ford   | 1     |

## Slutställning konstruktörer 1981
| Placering | Konstruktör     | Poäng |
| --------- | --------------- | ----- |
| 1         | Williams-Ford   | 95    |
| 2         | Brabham-Ford    | 61    |
| 3         | Renault         | 54    |
| 4         | Ligier-Matra    | 44    |
| 5         | Ferrari         | 34    |
| 6         | McLaren-Ford    | 28    |
| 7         | Lotus-Ford      | 22    |
| 8         | Arrows-Ford     | 10    |
| =         | Alfa Romeo      | 10    |
| =         | Tyrrell-Ford    | 10    |
| 11        | Ensign-Ford     | 5     |
| 12        | Theodore-Ford   | 1     |
| =         | ATS-Ford        | 1     |
| 14        | March-Ford      | 0     |
| =         | Fittipaldi-Ford | 0     |
| =         | Osella-Ford     | 0     |
| =         | Toleman-Hart    | 0     |